# Avenir Rosa
Avenir Ângelo Rosa Filho (Pompeia, 20 de abril de 1952) é um político brasileiro, que teve atuação eleitoral pelo estado de Roraima.

## Biografia
Filho de Avenir Ângelo Rosa e Alzira Garcia Prado Rosa, formou-se em Direito na Associação de Ensino Unificado do Distrito Federal (AEUDF), chegando ainda a trabalhar como escritor, advogado, teatrólogo, professor e empresário antes de se mudar para Roraima, onde foi líder comunitário na capital, Boa Vista.
Sua primeira experiência eleitoral foi em 1990, quando foi eleito deputado federal pelo PDC, sendo o quarto mais votado (2.585 votos). Em 1992, votou a favor do impeachment do então presidente Fernando Collor de Mello. Com a fusão entre PDC e PST que originou o PP, Avenir Rosa filia-se ao novo partido, pelo qual tentou a reeleição em 1994, não tendo sucesso nas urnas. Em 1998, não disputou nenhum cargo eletivo, e em 2002 mudou o domicílio eleitoral para o Distrito Federal, não conseguindo uma vaga na Câmara Legislativa.
Após 12 anos fora do cenário político, Avenir Rosa disputou novamente uma vaga na Câmara dos Deputados pelo PRB (atual Republicanos), obtendo apenas 838 votos.

## Acusação de assassinato
Em 2003, o ex-deputado foi acusado de envolvimento no assassinato do advogado Wagner Alves Coutinho pelo primo deste último. O motivo do crime era a suposta existência de provas de crimes eleitorais cometidos por Avenir, que também foi acusado de compra de votos na eleição de 1990.